# أكيكو كويكي
أكيكو كويكي (باليابانية: 小池亜希子) مواليد 5 نوفمبر 1969، هي مؤدية أصوات يابانية.

## الأعمال

### مسلسلات أنمي تلفزيونية
- جنود السايبورغ
- ناروتو
- الطاقة الزرقاء

### ألعاب
- هيلو 2
- واي أوف ذا ساموراي 2
- هيلو 3

### دبلجة
- رحلة الطريق

## وصلات خارجية
- أكيكو كويكي على موقع IMDb (الإنجليزية)
- أكيكو كويكي على موقع كينوبويسك (الروسية)
- أكيكو كويكي على موقع ANN person (الإنجليزية)

1. ↑  Internet Movie Database (بالإنجليزية), QID:Q37312